# Megabunus lesserti
Megabunus lesserti is een hooiwagen uit de familie echte hooiwagens (Phalangiidae).